# Te Arikinui Te Atairangikaahu

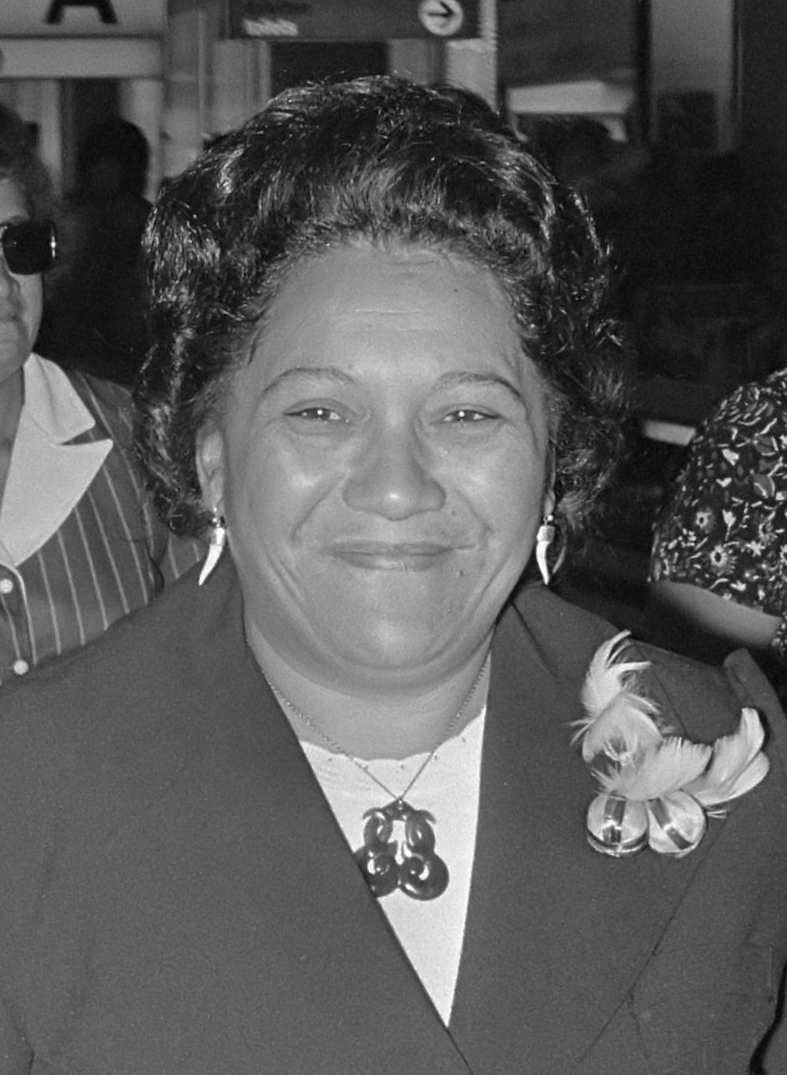
Te Atairangikaahu (1975)

Te Arikinui Dame Te Atairangikaahu (Waahi Marae, Huntly, 23 juli 1931 - Ngaruawahia, Waikato, 15 augustus 2006) was de koningin van de Maori's, de oorspronkelijke inwoners van Nieuw-Zeeland.
Sinds 1966 zat zij op de troon. Ze werd opgevolgd door haar zoon Tuheitia Paki. Ze was het zesde hoofd van de Maori's sinds de functie in 1858 werd ingesteld. De Maori's deden dit uit protest tegen de Britse kolonisatie. De koning of koningin van de Maori's heeft een ceremoniële functie. Maar in 1995 trad de koningin handelend op door een verdrag te sluiten met de regering van Nieuw-Zeeland waarin de Maori $ 170 miljoen schadevergoeding werd toegekend voor de gekaapte landerijen.
Pōtatau Te Wherowhero ·
Tawhiao ·
Mahuta Tawhiao ·
Te Rata Mahuta ·
Koroki Mahuta ·
Te Atairangikaahu ·
Tuheitia Paki ·
Ngā Wai Hono i te Pō
- Gemeinsame Normdatei: 132157578
- International Standard Name Identifier: 0000 0000 5490 1438
- Library of Congress Control Number: n93063527
- Museum of New Zealand Te Papa Tongarewa: 18503
- Virtual International Authority File: 40528731
- WorldCat: E39PBJxrYgHFMKyw4vcbyYCRKd